# Giesbertia rugosa
Giesbertia rugosa là một loài bọ cánh cứng trong họ Cerambycidae.